# Хранитель Лев
«Хранитель Лев» (англ. The Lion Guard) — американский анимационный сериал режиссёра Форда Райли, основанный на фильмах трилогии «Король Лев». Сюжет происходит во время перерыва в фильме 1998 года «Король Лев 2: Гордость Симбы», причем последние два эпизода 3-го сезона служат продолжением этого фильма, завершая франшизу.
Открывает сериал часовой фильм «Хранитель Лев: Герои саванны» (англ. The Lion Guard: Return of the Roar), показанный 22 ноября 2015 года в США на телеканале Disney Junior и в Канаде на Disney Channel. В январе начался показ сериала. В марте 2016 года было объявлено, что мультсериал продлён на второй сезон. В феврале 2019 года мультсериал был продлен на третий, финальный сезон, премьера которого состоялась в августе 2019 года.
В России открывающий фильм был показан 31 декабря 2015 года на телеканале Disney Channel Russia. Трансляция сериала стартовала 10 сентября 2016 повтором открывающегося фильма, на следующий день, в субботу 11 сентября, начался еженедельный показ самого сериала в слоте 11:00.

## Обзор
Сериал «Хранитель Лев» рассказывает о приключениях львёнка Кайона — сына Симбы и Налы, младшего брата Киары. Однажды юный принц открывает в себе способность использовать Рычание Предков — особенно громкое рычание, поддерживаемое духами предков и способное снести целую рощу. Позднее львёнок узнаёт, что ему суждено стать лидером Львиной Охраны — элитной команды львов, в которую входят самый храбрый, самый быстрый, самый сильный и самый остроглазый лев в саванне, предназначенной охранять Великий Круг Жизни на Землях Прайда, а возглавляет эту команду самый грозный лев — обладающий Рычанием Предков. Возродив Львиную Охрану, Кайон учится быть достойным лидером в ней, осваивает командный дух, а также осознаёт, насколько важно заботиться о своих близких, ценить дружбу, уважать старших и, конечно, всегда верить в свои силы.
Кроме того, «Хранитель Лев» имеет общие детали с мультфильмами серии «Король Лев», дополняя и исправляя некоторые недосказанности, не учтенные создателями при создании самих мультфильмов (так, было уточнено, почему с Земель Прайда была изгнана Зира, главная антагонистка «Короля Льва 2», кто отец королевы Налы, и т.д). Также особенности сюжетов некоторых отдельных эпизодов сериала дают некоторые отсылки на сюжеты мультфильмов.

## Сюжет
Рано утром король Симба даёт урок своей дочери Киаре, которая в будущем готовится стать королевой Земель Прайда. Внезапно разговор о будущем принцессы прерывает Кайон — беззаботный младший брат Киары. Разыгравшись, Кайон и его друг медоед Банга оказываются у каньона на границе Земель Прайда и Чужеземья, где обитает клан злобных гиен во главе с Джанджей. Кайон попытался остановить Бангу, желающего забрать плод баобаба, упавший вниз, но Банга, в силу своего бесстрашия, всё равно спускается вниз. Там бесстрашного медоеда поймали гиены. Разгневанный их наглостью, Кайон зарычал так громко, что удивился сам. Гиены испугались и убежали прочь.
Очень громкое рычание львёнка слышали не только изумлённые Кайон, Банга и гиены. На Скале Предков король Симба, королева Нала и шаман Рафики также слышали и наблюдали за всем. Рафики сказал Симбе, что Кайон готов к новой обязанности — быть вожаком новой Львиной Охраны — элитной команды, в которую входят быстрейший, храбрейший, сильнейший и самый остроглазый лев саванны, а по традиции возглавляет эту команду второй ребёнок королевской семьи, самый грозный — тот, который владеет Рычанием Предков. Король и рассказал об этом сыну.
Кайон через какое-то время стал проводить сбор гвардейцев для Львиной Охраны. Первым приглашённым в неё хранителем стал лучший друг львёнка Банга (по желанию самого Банги). Кроме Банги, принц также пригласил гепардочку Фули, цапельку Оно и бегемота Бешти. Оно и Бешти сначала хотели согласиться на приглашение, однако Фули усомнилась в его способностях, и остальные тоже не поверили. Тогда принц решил сам доказать это, применив Рык Предков на деле. Но пробная демонстрация Рыка оказалась весьма неудачной: вместо Рычания друзья услышали лишь жалкий писк. В это время к Кайону подошёл король Симба — он возмущён тем, что вместо того чтобы выбрать лучших в Охрану, сын «ради игры» приглашает друзей. Кайон понял, что совершил ошибку, пригласив представителей разных видов животных, ведь Львиная Охрана может состоять только изо львов.
Кайон в отчаянии. Он остаётся в одиночестве и размышляет над тем, как ему быть дальше; мало того, что пригласил друзей в Львиную Охрану, довольно серьёзную работу, требующую ответственности и добросовестности, так ещё и опозорился перед всеми писком, прозвучавшим вместо Рыка. Расстроенному львёнку является призрак Муфасы, дедушки Кайона и мудрого правителя Земель Прайда. Дух умершего короля объясняет Кайону его предназначение — стать новым вожаком для новой Львиной Охраны, но принц считает, что не готов к такой ответственности. Более того, он не хочет стать таким же жестоким и эгоистичным вожаком, каким был его двоюродный дед Шрам в своё время. Муфаса, выслушав внука, сказал, чтобы он не тревожился ни о чём и Рычание придёт, когда это будет нужно. Кайон воспрял духом и твёрдо решил стать новым лидером Охраны: он знал, что теперь он готов к этому.
Тем временем Джанджа и его гиены тоже узнали про Львиную Охрану и, пока она не сформировалась, задумали план по безжалостному истреблению травоядных на Землях Прайда, тем самым поставив под угрозу баланс Круга Жизни. Увидев подоспевших Кайона и Бангу, Оно, Бешти и Фули рассказали ему об исполняющемся плане гиен. Тогда принц решается повторно пригласить выбранных ранее планируемых участников Охраны. Банга, Фули, Бешти и Оно соглашаются. Теперь время первой миссии для хранителей новой Львиной Охраны. Команда, действуя дружно и сообща, успешно завершает первую цель. Но тут же новая проблема: напуганное гиенами стадо антилоп мчится прямо на принцессу Киару, которая ранена в лапу и не сможет самостоятельно спастись; с этой целью команда так же успешно справилась. Наблюдавший за усердной работой Кайона и его друзей-хранителей король Симба наконец доверяет сыну столь ответственную задачу быть главой Львиной Охраны и защищать Круг Жизни.

## Персонажи

### Львиная Охрана
Львиная Охрана (Lion Guard) — элитная команда, состоящая из самого грозного, самого храброго, самого быстрого, самого сильного и самого остроглазого львов в саванне (а позже — самого мудрого), призванная защищать Великий Круг Жизни на Землях Прайда. Члены Львиной Охраны отмечаются особым знаком на плече в виде рычащей головы льва.
Согласно предысториям из пилотного эпизода мультсериала, прошлым лидером такого отряда был Шрам. У него тоже был дар Рычания Предков, и, опьянённый своей силой, Шрам просил своих подчинённых львов-хранителей помочь ему в свержении Муфасы, царствующего короля Прайда и своего старшего брата. Однако отряд Шрама отказался вместе с лидером совершить убийство короля, и взбешённый Шрам убил свой отряд Рыком Предков... но, использовав оный во имя зла, лев навсегда лишился его, а значит и могущественной силы.
Львиная Охрана Кайона, вопреки традициям собирать в отряд исключительно представителей львиного семейства, состоит из представителей разных видов животных. Девиз Охраны Кайона: «Чтобы жили наши земли — Хранители не дремлют!» (англ. 'Til the Pridelands' end, Lion Guard defend!).
| Имя   | Животное         | Описание персонажа | Восклицание | Озвучивание    |
| ----- | ---------------- | --- | --- | -------------- |
| Кайон | Лев              | Детёныш, сын Симбы и Налы, младший брат Киары и второй наследник престола. Глава Львиной Охраны, а также — самый грозный обитатель саванны. Сначала показан как довольно подвижный и беззаботный львёнок, любящий играть в баобабол с лучшим другом Бангой, однако после возрождения Львиной Охраны он стал более ответственным. Также Кайон обладает Рычанием Предков, что и делает его самым грозным в саванне. В конце битвы со Шрамом получил шрам от змеи Ушари и вместе со своим отрядом, отправился к Древу Жизни, чтобы найти лекарство от яда Ушари. Из-за попадания в кровь яда от Ушари и боли шрама Кайон перестаёт отличать добро от зла, свет от тьмы, контролировать эмоции и свой рык, становится агрессивным и на время миссии по поиску Древа Жизни назначает Фули лидером отряда. После исцеления, успешного выполнения миссии и защиты Древа Жизни от воинства Макучи, Кайон остался под Древом Жизни и стал королём Ночного прайда и Древа Жизни, и мужем Рани. | «Небо саванны!» («Hevi Kabisa» с суах. примерно — Небо саванны!) «Чтобы жили наши земли — Хранители не дремлют!» | Макс Чарльз    |
| Банга | Медоед           | Лучший друг львёнка Кайона, позднее — состоит в отряде Львиной Охраны как самый храбрый обитатель саванны (однако некоторые — например, Киара и её подруги-львицы, — характеризуют храбрость медоеда как граничащую с безумием). Сам Банга придерживается особой философии «Zuka-Zama» (на суахили: «Прыгай и ныряй без страха»), призывающей к активному и бесстрашному образу жизни. Также он — названный племянник Тимона и Пумбы и названный брат короля Симбы, так как они оба росли под песню «Хакуна Матата». | «Зака-Зама!» «Бангатрясающе!»                                                                                    | Джошуа Раш     |
| Фули  | Гепард           | Участник Львиной Охраны как самый быстрый обитатель саванны. Лучшая подруга Кайона, а также лучшая подруга Киары. Первая представительница женского пола в отряде. Она одна из приглашённых в Львиную Охрану, кто усомнился в правах Кайона возглавлять её. Часто использует восклицание «Huwezi!» (суах. «Не догонишь!»), когда бегает на максимальной скорости. Немного своенравна и независима, часто проявляет натуру охотника-одиночки, но всё же умеет работать в команде. На время миссии по поиску Древа Жизни стала лидером отряда, пока Кайон не исцелиться. | «Быстрее ветра!»                                                                                                 | Даймонд Уайт   |
| Оно   | Египетская цапля | Член Львиной Охраны как самый зоркий (ныне — мудрый) обитатель саванны. Обладает способностью видеть на большом расстоянии и является «глазами» Охраны, помогая найти важные детали и оценивая обстановку. Кроме того, что Оно занимает в Охране позицию самого зоркого, он часто показывает себя как интеллектуал. Во время финальной битвы против Шрама и его воинства, глаза Оно были повреждены дымом и пеплом от вулкана, спасая Бангу от падения в лаву, из-за чего его способность видеть на большом расстоянии была заблокирована, хотя после лечения в Древе Жизни, зрение было восстановлено. | «Тревога!» («Hapana!» с суах. — Тревога!)                                                                        | Аттикус Шаффер |
| Бешти | Бегемот          | Член Львиной Охраны как самый сильный обитатель саванны. Его восклицание — «Twende Kiboko!» (суах. «Вперёд, бегемот!»). По характеру Бешти — дружелюбный и общительный бегемот-подросток, он знает всех жителей саванны по именам. Сын вожака бегемотов Баси. | «Вперёд, бегемот!»                                                                                               | Дусан Браун    |
| Анга  | Боевой орёл      | Член Львиной Охраны как самый зоркий обитатель саванны. Как и Оно, обладает способностью видеть на большом расстоянии и является «глазами» Охраны, помогая найти важные детали и оценивая обстановку. Второй представитель женского пола в Охране | «Anga Lenge!» «Анга, действуй!»                                                                                  | Брайана Салаз  |

### Персонажи трилогии «Король Лев»
- Симба (озвучен Робом Лоу[4]) — Король-Лев, отец Киары и Кайона.
- Нала (озвучена Габриэль Юнион[4]) — королева прайда, мать Киары и Кайона.
- Киара (озвучена Иден Ригель) — львица-подросток, принцесса прайда, дочь Симбы и Налы, старшая сестра Кайона. Является первым наследником престола как старший ребёнок. В конце стала правительницей Земель Прайда наравне с Кову, ставшим частью Прайда Симбы.
- Тимон (озвучен Кевином Шоном) — сурикат, названный дядя Банги.
- Пумба (озвучен Эрни Сабеллой[4]) — бородавочник, названный дядя Банги.
- Рафики (озвучен Хари Пейтоном) — мандрил, шаман при Скале Прайда, друг королевской семьи.
- Зазу (озвучен Джеффом Беннеттом) — птица-носорог, мажордом при Короле-Льве Симбе.
- Муфаса (озвучен Джеймсом Эрлом Джонсом в пилотном эпизоде[4], Гэри Энтони Уильямсом — в сериале) — призрак, отец Симбы, свёкор Налы и дед Киары и Кайона. Бывший Король-Лев. Предстаёт перед Кайоном в моменты его сомнений и помогает внуку советами.
- Отщепенцы — группа львов, которые некогда были изгнаны Симбой из королевства в Чужеземье. Им был посвящён единственный эпизод мультсериала — «Львы Чужеземья».
  - Зира (озвучена Никой Фаттерман) — вожак отщепенцев. Горя жаждой мести Симбе за изгнание, хотела убить Кайона, чтобы устрашить жителей Земель прайда. Была упомянута в финале сериала.
  - Нука (озвучен Энди Диком) — молодой лев, старший сын Зиры.
  - Кову (озвучен Джейсоном Марсденом) — лев-подросток, младший сын Зиры, избранник Шрама в качестве наследника.
  - Витани (озвучена Лейси Шабер) — львица-подросток, дочь Зиры и сестра Нуки и Кову. В конце стала новым командиром Львиной Охраны как самая грозная.
- Шрам (озвучен Дэвидом Ойелоуо) — прошлый правитель Земель Прайда, известный своими деспотическими порядками; вероломный дядя Симбы и двоюродный дед Кайона и Киары, а также — бывший предводитель собственной Львиной Охраны. Он был воскрешён бандой гиен во главе с Джанджей и коброй Ушари. Будучи воскрешённым в обличье призрака, Шрам желает во что бы то ни стало нарушить мир и порядок, царящий на Землях Прайда, используя при этом Джанджу и его гиен в качестве приспешников. В финальной битве против Кайона и Львиной Охраны был повержен.

Только Пумба и Муфаса были озвучены теми же актёрами, что и в «Короле Льве». Роб Лоу и Кевин Шон, озвучивающие Симбу и Тимона соответственно, ранее озвучивали своих персонажей в сериале «Тимон и Пумба». Энди Дик, Джейсон Мэрсден и Лейси Шабер повторили свои роли из второго фильма.

### Другие персонажи
- Зури (озвучена Мэдисон Петтис) — львёнок-девочка, подруга Киары. Жеманная модница.
- Тифу (озвучена Сарой Хайленд) — львёнок-девочка, подруга Киары.
- Пуа (озвучен Джеральдом Риверсом) — предыдущий вожак стаи крокодилов, проживающих на Землях Прайда.
- Джазири (озвучена Майей Митчелл[7]) — гиена, подруга Кайона. В отличие от банды Джанджи, хорошо ладит с Кайоном и следует Великому Кругу Жизни. Узнав от Львиной Охраны о планах Шрама и его сторонников, организовала Сопротивление Гиен. После окончательного поражения Шрама, становится лидером Чужеземья, чтобы поддерживать с Землями Прайда только мирные и дружеские отношения, и помогать в поддержании Круга Жизни.
- Баси (озвучен Кевином Майклом Ричардсоном) — отец Бешти и вожак бегемотов.
- Макини - обезьянка-ученица Рафики, в будущем станет королевской маджузи (советником будущей королевы земель прайда Киары). Помогает хранителям. В конце стала королевской маджузи при короле Кайоне и королеве Рани, правителях Ночного прайда и Древа Жизни.
- Тэрстон (озвучен Кевином Шоном) — главарь одной из стад зебр Земель Прайда. Очень легкомыслен и труслив.
- Старший бабуин — вожак бабуинов.
- Мбея (озвучен Хауи Паркинсом) — чёрный носорог, старый и мудрый житель саванны.
- Шинго (озвучен Филом Ламарром) — жираф масаи.
- Ма Тембо (озвучена Линетт ДюПри) — саванный слон, дочь Аминифу.
- Твига (озвучена Алекс Кантаной) — жираф-певица на празднике Купатаны.
- Мбуни (озвучена Кари Уолгрен) — жизнерадостная самка страуса.
- Муханга (озвучена Русси Тэйлор) — самка трубкозуба, супруга Мухангуса.
- Мухангус (озвучен Хари Пейтоном) — самец трубкозуба, супруг Муханги.
- Матото (озвучен Джастином Фелбингером) — слонёнок, поклонник Бешти.
- Камбуни (озвучена Маккиной Грейс) — птенец страуса.
- Шауку (озвучен Джейкобом Гюнтером) — щенок полосатого мангуста.
- Квато (озвучен Лайонсом Люком Маттиасом) — жеребёнок зебры.
- Гумба (озвучен Джакезом Свониганом) — юный павиан анубис.
- Тамаа́ (озвучен СиДжей Бирнсом) — траурный дронго, мастерски подражающий голосам других существ.
- Мухиму (озвучена Кари Уолгрен) — глава одной из стад зебр Земель Прайда. Подруга Свалы. Стала матерью в серии «Великое переселение».
- Свала (озвучена Тунисией Хардисон) — глава одной из стад газелей Томсона. Подруга Мухиму.
- Аджабу (озвучен Роном Фанчесом) — окапи, прибывший из других краев за пределами Земель Прайда.
- Земляные волки — их Хранители случайно приняли за гиен и прогнали в Чужеземье:
  - Мджомба (озвучен Чарли Адлером) — вожак.
  - Огопа (озвучена Марив Херингтон) — земляная волчица.
  - Хайя (озвучен Оги Бэнксом) — земляной волк.
- Лайни (озвучена Меган Стрэндж) — галаго.
- Бадили (озвучен Джеком Макбрайером) — пугливый африканский леопард из леса Михири.
- Вуруга Вуруга (озвучена Вирджинией Уотсон) — африканский буйвол.
- Юный носорог (озвучен Кари Уолгрен) — детёныш чёрного носорога.
- Клан Джазири — клан дружелюбных гиен во главе с Джазири. За следование Кругу Жизни клан Джазири ненавидят клан Джанджи, что взаимно со стороны первых за их ненависть к оному. Узнав о связях клана Джанджи со Шрамом, стали Сопротивлением Гиен, чтобы оказывать Львиной Охране и Землям Прайда помощь в борьбе с этим злом.
  - Мадоа (озвучена Мейзи Кломпус) — старшая сестра Джазири.
  - Туну — детёныш гиены, братец Вемы.
  - Вема — детёныш гиены, сестричка Туну.
- Горные гориллы:
  - Сокве (озвучен Джоном Рис-Дэвисом) — король горных горилл.
  - Маджинуни (озвучен Дэном Хауэллом) — принц горилл, брат Хафифу.
  - Хафифу (озвучен Филом Лестером) — принц горилл, брат Маджинуни.
  - Шуджаа (озвучен Кристофером Джексоном) — горилла, посланная Сокве помогать защищать Земли Прайда.
- Хадити (озвучен Джоном О’Харли) — боевой орёл, кумир Оно.
- Зито (озвучен Ником Уоттом) — старый саванный слон.
- Бупу (озвучен Майклом Дорном) — вожак стада чёрных антилоп. Очень упрям и неотступен в своих утверждениях.
- Бобока (озвучена Эрикой Лутрелл) — антилопа из стада Бупу.
- Кифару (озвучен Морисом Ламаршем) — ослепший северный белый носорог.
- Мвензи (озвучен Рисом Дарби) — буйволовый скворец, друг носорога Кифару.
- Маку́ (озвучен Блейром Андервудом[7]) — лидер крокодилов. Отказывается подчиняться чьим-либо приказам и игнорирует Круг Жизни. Позже налаживает отношения с другими вожаками Земель Прайда.
- Домаг (озвучен Клайдом Кусацу) — лидер стаи малых панд. Хранитель преданий и старейшина.
- Юн Мибу (озвучен Джейсоном ЛаШа) — дымчатый леопард. Подружился с Бешти и Хранителями во время их путешествия к Древу Жизни.
- Ночной прайд — группа львов, защищающая Древо Жизни.
  - Джанна — львица, бывшая королева Ночного прайда и Древа Жизни, мать Сурака, бабушка Рани и Балио.
  - Рани — львица-подросток, ныне королева Ночного прайда и Древа Жизни, жена Кайона, внучка Джанны, предыдущей королевы Древа Жизни.
  - Балио — лев-подросток, брат Рани и внук Джанны.
  - Сурак — лев, сын Джанны, дядя Рани и Балио (со стороны отца).
  - Нирмала — львица, целитель прайда.
- Аскари — лев, лидер самой первой Львиной Охраны. Его дух обучил Кайона о том, как работает Рычание Предков во время пребывания Кайона у Древа Жизни.
- Львиная Охрана Витани — группа львиц, которые взяли на себя роль Львиной Охраны во время отсутствия Кайона и его Львиной Охраны благодаря их путешествию к Древу Жизни. Во главе с сестрой Кову, Витани, которая является самым грозным членом её охраны, её Львиная Охрана является единственной охраной, которую возглавляет женщина-лев, в которой есть все львицы и во главе со старшим братом вместо самого младшего (из-за Кову будучи будущим королём, несмотря на то, что был моложе Витани). Как только Кайон и его Львиная Охрана вернулись, они и Витани ошибочно принимают друг друга за врагов (причём первый получил предупреждение, что Прайд Зиры нападает на Земли Прайда, не подозревая, что война уже давно закончилась). Однако после того, как Киара и Кову прекратили бой, Кайону и его союзникам рассказали, что произошло, и Витани теперь поняла, что именно Кайон боролся, не узнав его из-за его шрама. Хотя первоначальная битва была решена, Охрана Витани и Охрана Кайона поначалу разделяют соперничество, но со временем становятся друзьями.
  - Шабаха — львица, самый бесстрашный член Львиной Охраны Витани. О Шабахе известно немного, но она безумно смеется, сражаясь с врагами.
  - Каси — львица, самый быстрый член Львиной Охраны Витани.
  - Имара — львица, самый сильный член Львиной Охраны Витани.
  - Тазама — львица, самый остроглазый член Львиной Охраны Витани.

### Антагонисты
- Гиены Чужеземья — фактически центральные антагонисты мультсериала. С ними Львиная Охрана встречается и сражается чаще, чем с другими злодеями. Позже во время заварушки на Скале Предков, они отреклись от Шрама и перешли на сторону Земель Прайда, желая занять место в Круге Жизни и следовать ему.
  - Джанджа (озвучен Эндрю Кисино) — главарь стаи. В пилотном фильме было показано, что в его банде есть по меньшей мере 7 гиен. Предложил Джазири кандидатуру лидера Чужеземья после победы над Шрамом, и со своей стаей интегрировался в её клан.
  - Чизи (озвучен Варгусом Масоном) — первый подручный Джанджи. Похож на Эда из «Короля Льва», но сообразительный и не настолько безумный.
  - Чунгу (озвучен Кевином Шоном) — второй подручный Джанджи.
  - Нне (озвучен Бо Блэком) — гиена, член банды Джанджи.
  - Тано (озвучен Ди Брэдли Бейкером) — гиена, член банды Джанджи.
- Мзинго (озвучен Грегом Эллисом) — гриф, союзник Джанджи, его глаза и уши в саванне.
- Ушари (озвучен Кристианом Слейтером) — египетская кобра, с которым Банга плохо ладит. Возродил Шрама и помогал ему в его вендетте против Симбы и Земель Прайда. В финальной битве оставил Кайону шрам на левом глазу и попытался отомстить за своего повелителя, но погиб.
- Рейрей (озвучена Аной Гастейер) — чепрачный шакал-самка, пришедшая с супругом и детьми в Земли Прайда во время празднования Купатаны.
- Гойгой (озвучен Филом Ламарром) — чепрачный шакал, супруг Рейрей.
- Макуча (озвучен Стивом Блумом) — африканский леопард, охотящийся на окапи Аджабу.
- Мапигано (озвучен Хорхе Диасом) — африканский леопард из леса Мирихи, со скверным характером.
- Чалаан (озвучена Кимико Гленн) — снежный барс. Носит прозвище «Горный дух» из-за своего окраса, отлично маскирующего её в снегу. Долгое время Чалаан терроризировала группу малых панд, пока не была побеждена Бангой с помощью его вони.
- Ора — комодский варан. Очень сильный и свирепый, а также ядовитый.
- Мама Бинтуронг — старая самка бинтуронга. Очень жадная, безумно любит цветки Тулизы и не позволяет лакомиться ими другим зверям из джунглей. Имеет в подчинении стайку дикобразов, которые охраняют Тулизу и уважительно называют бинтуронга Мамой.
- Смун — малайский дикобраз, лидер стаи дикобразов-помощников Мамы Бинтуронга.

## Список серий
|  | 1 | 28 | 22 ноября 2015 | 21 апреля 2017 |
|  | 2 | 30 | 7 июля 2017    | 22 апреля 2019 |
|  | 3 | 20 | 3 августа 2019 | 3 ноября 2019  |

## Производство
Впервые о The Lion Guard студия Disney рассказала 9 июня 2014 года. Президент Disney Роберт Айгер поручил главному менеджеру Disney Channel Нэнси Кантер рассмотреть вопрос о создании контента в честь 20-летия «Короля Льва». Тогда же были показаны первые кадры картины и рассказано, что ранние кадры сериала были показаны детям. Они, по словам Кантер, помогали решить, как реализовывать гиен.
На выставке D23 Expo в 2015 году были впервые показаны кадры открывающего фильма.
В мультфильм часто вносились коррективы специалистами по животным из парка «Животное царство Дисней», также создатели старались совершенствовать анимацию. Помимо работников парка над сериями работали эксперты по языку суахили и звёздный состав актёров озвучивания. В каждой серии есть песни, поэтому музыке и песням уделяется особое внимание. С помощью песен сериал держит детскую аудиторию, ведь серии длятся дольше, чем принято в сериалах для дошкольников.

### Анимация
Мультфильм создан в 2D, но, в отличие от «Короля Льва», традиционная рисованная анимация уступила место компьютерной технике рисования, с помощью программ и графических редакторов. Некоторые ракурсы Скалы Прайда были сделаны в 3D. Фоны детально проработаны и отличаются яркостью, одни и те же фоны несколько раз применялись в некоторых сценах в сериях. Концепт-арты были сделаны в традиционной технике, на бумаге, но некоторые концепты и рисунки-раскадровки были созданы на компьютере. Спецэффекты в мультфильме разрабатывались отдельно (как, например, рычащие головы львов из облаков: эту анимацию применяли в разных сценах серии, меняя лишь фоны и масштаб облаков).
Ходьба персонажей была смоделирована программно, поэтому не во всех сценах ходьба соответствует рельефу местности на заднем плане. В серии «Праздник Купатаны» у Гойгоя пропало тело и нос — слои были отключены в анимации. Также в разных кадрах меняются масштабы персонажей.
Тем не менее анимация в «Хранителе Льве» качественнее, чем в «Тимоне и Пумбе»: у неё больше фаз, персонажи и фоны более чёткие и детально прорисованные, у персонажей есть тени. Анатомия максимально упрощена для сериала. На выставке D28 было представлено первое видео и концепты к сериалу, на одном из концептов анатомия Симбы более проработана, но его цвета были перепутаны.

## Спин-офф
Премьера анимационного мини-сериала-спин-оффа «Банга Хочет Знать» («It’s UnBungalievable») с медоедом Бангой и цаплей Оно в главной роли состоялась на Disney Junior и Disneynature 9 января 2016 года. В этом мини-сериале Банга и Оно выбирают двух животных для участия в соревнованиях, таких как «Кто быстрее?», «Кто могущественнее?», «Кто голоднее?»" и т. д. Сериал отличается от рисованного тем, что в нём много кадров со съёмок из наблюдений за настоящими животными, предоставленные каналом Disneynature.
1. «Кто быстрее?» (Who’s Quicker?)
2. «Кто сильнее?» (Who’s Mightier?)
3. «Чья расцветка лучше?» (Who Has Better Hair?)
4. «Кто прожорливее?» (Who’s Hungrier?)
5. «Кто заботливее?» (Who’s the Better Babysitter?)
6. «Кто очаровательнее?» (Who’s Cuter?)
7. «Кто глупее?» (Who’s Sillier?)
8. «Кто громче?» (Who’s Louder?)
9. «Кто умнее?» (Who’s Brainier?)
10. «Кто лучше летает?» (Who’s a Better Flyer?)

## Саундтрек
25 ноября 2015 года, вместе с клипом на песню из титров к серии «Герои саванны», Disney опубликовала ссылки на предварительный заказ OST к сериалу в iTunes и Google Play, который вышел 8 января 2016 года.
| №                   | Название                                   | Автор(ы)               | Длительность |
| ------------------- | ------------------------------------------ | ---------------------- | ------------ |
| 1.                  | «Call of the Guard (The Lion Guard Theme)» | The Lion Guard Chorus  | 1:03         |
| 2.                  | «A Beautiful Day (Ni Siku Nzuri)»          | Beau Black             | 2:16         |
| 3.                  | «Zuka Zama»                                | Bunga                  | 1:57         |
| 4.                  | «Tonight We Strike»                        | Janja, Mzingo & Hyenas | 1:56         |
| 5.                  | «Kion's Lament»                            | Kion                   | 3:24         |
| 6.                  | «Here Comes the Lion Guard»                | Beau Black             | 2:28         |
| 7.                  | «We're the Same (Sisi Ni Sawa)»            | Kion & Jasiri          | 2:33         |
| 8.                  | «Outta the Way»                            | Janja, Cheezi & Chungu | 2:00         |
| 9.                  | «Duties of the King»                       | Simba & ZaZu           | 2:01         |
| 10.                 | «Bunga the Wise»                           | Timon, Pumbaa & Bunga  | 1:41         |
| 11.                 | «My Own Way»                               | FuLi                   | 2:18         |
| 12.                 | «Jackal Style»                             | Rairai                 | 2:10         |
| 13.                 | «Panic and Run»                            | Hyenas                 | 1:34         |
| 14.                 | «It Is Time»                               | Beau Black             | 3:01         |
| 15.                 | «Call of the Guard (Full Version)»         | The Lion Guard Chorus  | 4:21         |
| Общая длительность: | Общая длительность:                        | Общая длительность:    | 34:43        |